# Milica
Milica (lat. Gratiola), rod ljekovitih trajnica iz porodice trpučevki (podtribus Gratiolinae), rasprostranjen prvenstveno po Sjevernoj Americi dijelovima Euroazije i Južne Amerike, Australije i nešto u Africi (Maroko, dvije vrste, jedna endemska),
Na popisu je 28 vrste, od toga samo jedna u Hrvatskoj,  ljekovita milica, G. officinalis. 

## Vrste
1. Gratiola amphiantha D.Estes & R.L.Small
2. Gratiola brevifolia Raf.
3. Gratiola ebracteata Benth. ex A.DC.
4. Gratiola floridana Nutt.
5. Gratiola fluviatilis Koidz.
6. Gratiola graniticola D.Estes
7. Gratiola griffithii Hook.f.
8. Gratiola heterosepala H.Mason & Bacigalupo
9. Gratiola hispida Pollard
10. Gratiola japonica Miq.
11. Gratiola linifolia Vahl
12. Gratiola lutea Raf.
13. Gratiola mauretanica (Emb. & Maire) I.Soriano & T.Romero
14. Gratiola nana Benth.
15. Gratiola neglecta Torr.
16. Gratiola officinalis L.
17. Gratiola oresbia B.L.Rob.
18. Gratiola pedunculata R.Br.
19. Gratiola peruviana L.
20. Gratiola pilosa Michx.
21. Gratiola pubescens R.Br.
22. Gratiola pumilio F.Muell.
23. Gratiola quartermaniae D.Estes
24. Gratiola ramosa Walter
25. Gratiola sexdentata A.Cunn.
26. Gratiola torreyi Small
27. Gratiola virginiana L.
28. Gratiola viscidula Pennell